# Wasserburg Bihlafingen
Die Wasserburg Bihlafingen ist eine abgegangene Wasserburg 500 Meter nordwestlich der Kirche des Laupheimer Stadtteils Bihlafingen im Landkreis Biberach in Baden-Württemberg.
Von der vor 1472 erwähnten, heute nicht genau lokalisierbaren und bereits vor 1472 zerstörten Burganlage ist nichts erhalten.